# Novoselîțea, Katerînopil
Novoselîțea (în ucraineană Новоселиця) este o comună în raionul Katerînopil, regiunea Cerkasî, Ucraina, formată numai din satul de reședință.

## Demografie
Componența lingvistică a comunei Novoselîțea
     Ucraineană (97,19%)
     Rusă (2,63%)
     Alte limbi (0,09%)
Conform recensământului din 2001, majoritatea populației comunei Novoselîțea era vorbitoare de ucraineană (97,19%), existând în minoritate și vorbitori de rusă (2,63%).